# Kenya Kinski-Jones
Pour les articles homonymes, voir Kinski et Jones.
Kenya Kinski-Jones, née le 9 février 1993 à Los Angeles en Californie, est une mannequin américaine.

## Biographie
Kenya Kinski-Jones est la fille de Quincy Jones et de Nastassja Kinski. Elle a huit demis frères et sœurs, dont Quincy Jones III, Rashida Jones, Kidada Jones et Sonja Kinski. En 2015, elle obtient un diplôme de journaliste à l'Université Loyola Marymount. Elle a été découverte par le photographe de mode Bruce Weber. 
Elle milite pour la défense des animaux au sein de l'ONG Last Chance for Animals (en),.